# Solone
Solone (en ucraniano: Солоне) es un pueblo ucraniano perteneciente al óblast de Dnipropetrovsk. Situado en el centro del país, es parte del raión de Dnipró y parte del municipio (hromada) homónimo.

## Toponimia
El nombre del lugar en ruso es Solionoye (en ruso: Солёное).  

## Geografía
Solone se encuentra en ambas orillas del río Solonenka, un afluente derecho del río Mokra Sura, 42 km al sur de Dnipró.     

## Historia
El lugar surgió en el siglo XVII y se llamó Novoselivka hasta la década de 1780, pero luego pasó a llamarse Solone en referencia al río Solonenka que lo atraviesa. En 1803 se construyó la iglesia de San Pedro y San Pablo. En 1881, el mayor terrateniente local era el menonita Abram Bergman.
En 1889, el zar Alejandro III promulgó el Estatuto del Capitán de Tierra (jefe del zemstvo) de 1889, aboliendo el antiguo cargo de juez de paz. Como resultado, la gobernación de Yekaterinoslav se dividió en 7 distritos. El tercer distrito incluía las siguientes áreas: Surske, Lotsman-Kamyansk, Voloske, Solone, Mikilske y Yamburg.
El 20 de noviembre de 1931 se inició aquí la publicación de un periódico regional. En 1937, el gobierno soviético había construido un grandioso teatro en Solone, que fue destruido durante la retirada del ejército alemán en 1943.
En agosto de 1941, la NKVD creó un destacamento de partisanos en Solone (comandado por Volobuev) que existió hasta noviembre de 1941. 
Solone tiene el estatus de asentamiento de tipo urbano desde 1960. A mediados de los años 70 funcionaba aquí una fábrica de productos alimenticios y una fábrica de lácteos.
Solone fue centro del raión de Solone hasta 2020, año en el que se hizo una reforma administrativa que redujo el número de raiones del óblast de Dnipropetrovsk a siete, y la ciudad pasó a ser parte del raión de Dnipró.En 2023, la localidad perdió el estatus de asentamiento de tipo urbano debido a la eliminación de este estatus administrativo.

## Demografía
La evolución de la población de Solone entre 1886 y 2022 fue la siguiente:
| 735                                                           | 1398 | 2850 | 4283 | 5499 | 7249 | 7586 | 7543 | 7665 | 7677 | 7380 |
| (Fuente: Cities & Towns of Ukraine y UKRAINE: Größere Städte) |      |      |      |      |      |      |      |      |      |      |

Según el censo de 2001, la lengua materna de la mayoría de los habitantes, el 92,49%, es el ucraniano; y del 6,95% es el ruso.

## Infraestructura

### Transporte
Solone tiene acceso a la autopista M04 que une Dnipró con Krivói Rog, así como a la autopista H08 que une Dnipró con Zaporiyia. La estación de tren más cercana está en el pueblo de Nadiivka, en la vía férrea que une Dnipró con Apóstolove.